# Być jak Kazimierz Deyna
„Być jak Kazimierz Deyna“ е полски игрален филм на режисьора Анна Вечур-Блушч от 2012 г.
Световната премиера на филма се е състояла на 30 април 2012 г., а в Полша – на 1 март 2013 г.

## Сюжет
Внимание:  Текстът по-долу разкрива сюжета на произведението (или части от него)!
Големият футболист Кажимеж Дейна вкарва чудесен гол в мача срещу Португалия през 1977 г. В този ден на Стефан се ражда син. Мъжът приема това като знак, че малкото момче го чака голяма футболна кариера и го кръщава на името на фантастичния стрелец. Няколко години Кажик се обучава упорито под ръководството на баща си, но не достига до успех във футбола. Стефан обаче упорито вярва, че на момчето е отредено бъдеще в националния отбор. Дава го под грижите на професионален треньор, но и с негова помощ Кажик не постига това, което се очаква от него. Младият съименник на Дейна решава сам да намери своята цел в живота.

## Актьорски състав
| Актьор             | Роля                  |
| ------------------ | --------------------- |
| Марчин Корч        | Кажик                 |
| Михал Пеля         | треньор               |
| Кшищоф Кершоновски | треньор               |
| Рафал Рутковски    | свещеник              |
| Пшемислав Блушч    | Стефан, баща на Кажик |
| Габриела Мускала   | Зошя, майка на Кажик  |
| Александер Старух  | 9-10-годишен Кажик    |
| Ядвига Грин        | Магда                 |
| Йежи Трела         | дядо на Кажик         |
| Малгожата Соха     | учителка              |
| Хелена Суйецка     | Нюня                  |
| Камил Кулда        | Банан                 |
| Матеуш Сахажевски  | Руди                  |
| Блажей Печонка     | Закапьор Иван         |
| Михал Журавски     | Траволда              |
| Йоанна Бондаровска | Каролина              |
| и други            |                       |